# Adamclisi (Constanța)
Pour les articles homonymes, voir Adamclisi.
Adamclisi est une commune du județ de Constanța en Roumanie.